# 古里格拉姆县
古里格拉姆（Kurigram District）为孟加拉国朗布尔专区辖县，为孟加拉国东北边境县份，处印度阿萨姆和西孟加拉二邦交汇处。县境西北与西孟加拉邦科奇比哈尔县（Cooch Behar）接壤，东北部东部与阿萨姆邦毗邻，南与杰马勒布尔县交界，西南部与戈伊班达县为邻，西连朗布尔和拉尔莫尼哈德县。全境年平均温度11.2°C至32.3°C，降雨量2,931毫米。县域总面积2,296公里²，总人口1,782,277人（2001）。全县共分置9乡（Upazila），政府驻古里格拉姆镇。